# 특수정보

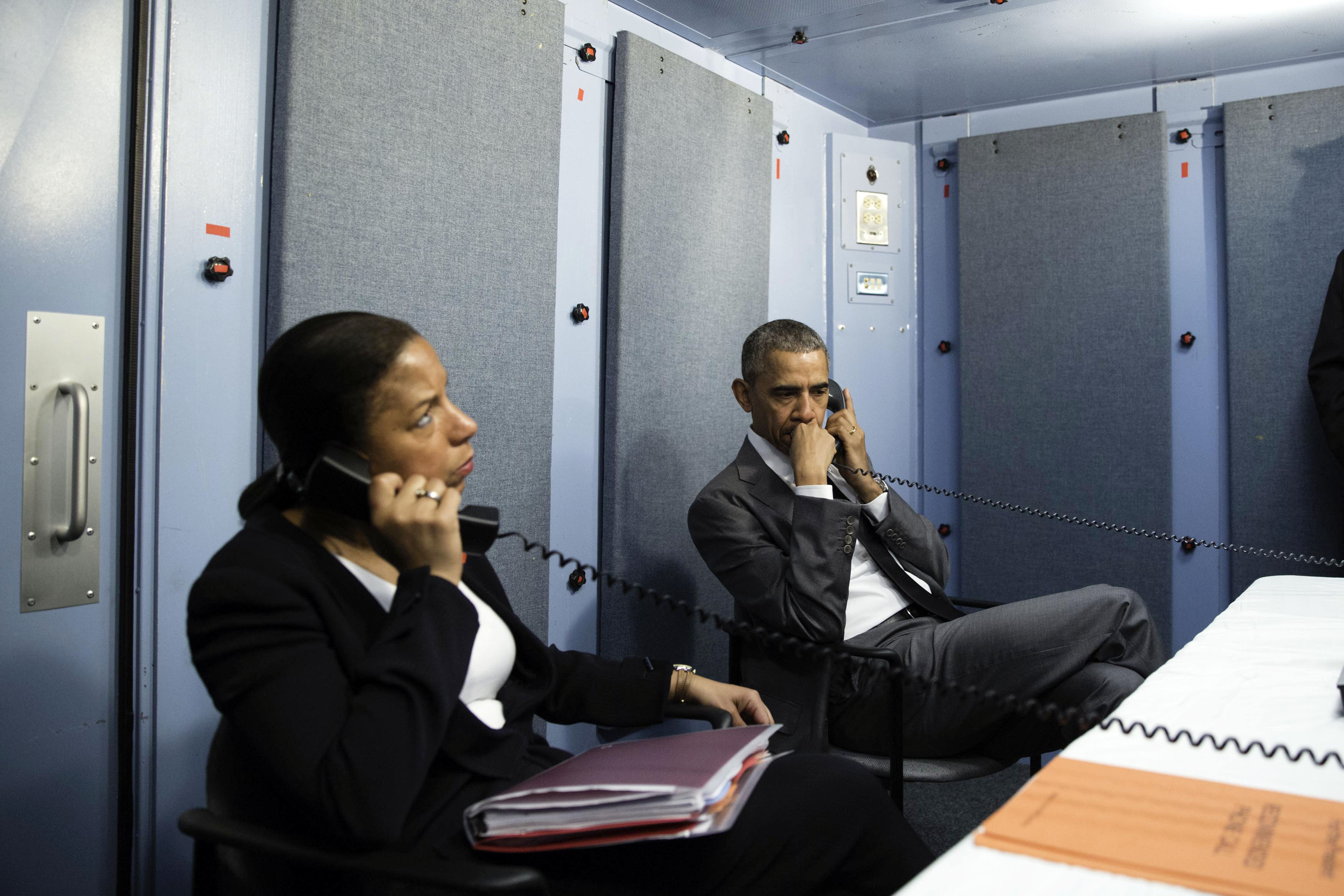
2016년 브뤼셀 폭탄 테러 직후, 스키프에서 벨기에 총리와 보안통화를 하고 있는 오바마 대통령

특수정보(Sensitive Compartmented Information, SCI)는 미국의 최고 등급 군사기밀정보를 말한다. 방호소요구분(防護所要區分)이라고도 번역한다.

## SCI 선서
민간인, 외국인 등이 미군의 특수정보에 접근하려면, CIA나 미군 담당 책임자의 승인을 받아야 하며, 반드시 SCI 선서(Sensitive Compartmented Information nondisclosure agreement, 민감한 특수 정보 비공개 합의서)에 서명해야만 한다. 기밀정보를 외부에 유출하면 종신형에 처해진다는 서면이다.

## 같이 보기
- 스키프(영어판)(SCIF) - 특수 정보 시설